# Chce się śpiewać
Chce się śpiewać (artyści niepełnosprawni śpiewają piosenki Sławka Wierzcholskiego) – album z nowymi interpretacjami 17 utworów Sławka Wierzcholskiego wydany przez Centrum Rehabilitacji im. ks. Biskupa Jana Chrapka w Grudziądzu z okazji jubileuszu 25-lecia tej fundacji. Piosenki wykonują młode osoby niepełnosprawne z Teatru Życie, jak: Przemek Rogalski, Monika Młot, Daria Barszczyk, Przemek Cackowski, Aneta Szynol, Michał Karol Wiśniewski, Joanna Przyborowska, Natalia Smogulecka; ostatni utwór zaśpiewał sam Wierzcholski. Wokalistom towarzyszy zespół instrumentalny Bartosza Staszkiewicza (gitarzysta Nikodem Wróbel, basista Michał Rybka i perkusista Waldemar Franczyk) odpowiedzialny również za nowe aranżacje piosenek. Album uzyskał nominację do Fryderyka 2020 w kategorii Album Roku Blues.

## Wykonawcy
- śpiew: Daria Barszczyk, Monika Młot, Joanna Przyborowska, Natalia Smogulecka, Aneta Szynol, Przemysław Cackowski, Przemysław Rogalski, Michał Karol Wiśniewski, gościnnie – Sławek Wierzcholski (+ harmonijka ustna)
- Bartosz Staszkiewicz – instrumenty klawiszowe
- Michał Rybka – gitara basowa
- Nikodem Wróbel – gitara
- Waldemar Franczyk – perkusja
- Adam Wendt – saksofon
- Ignacy Wendt – trąbka